# Lijst van presidenten van de Comunidad de Madrid
Hieronder een lijst van presidenten van de Comunidad de Madrid, een autonome gemeenschap van Spanje sinds de invoering van de democratie in 1978. De president van de Comunidad de Madrid wordt verkozen door het parlement van de regio elke keer dat deze in een nieuwe samenstelling bijeen komt (dus na regionale verkiezingen die ten minste eens in de vier jaar plaatsvinden) of als de zittende president zijn of haar functies neerlegt.
De regionale verkiezingen vinden in Madrid tegelijkertijd plaats met de gemeentelijke verkiezingen waaruit de burgemeester van de stad Madrid wordt bepaald.
| Afbeelding         | President                  | Ambtsperiode | Partij |
| ------------------ | -------------------------- | ------------ | ------ |
| Leguina            | Joaquín Leguina            | 1983-1995    | PSOE   |
| Ruiz-Gallardón     | Alberto Ruiz-Gallardón     | 1995-2003    | PP     |
| Aguirre            | Esperanza Aguirre          | 2003-2012    | PP     |
| González           | Ignacio González González  | 2012-2015    | PP     |
| Cifuentes          | Cristina Cifuentes Cuencas | 2015-2018    | PP     |
| Ángel Garrido      | Ángel Garrido              | 2018-2019    | PP     |
| Pedro Rollán Ojeda | Pedro Rollán Ojeda         | 2019         | PP     |
| Isabel Ayuso       | Isabel Díaz Ayuso          | 2019-heden   | PP     |